# Vranje

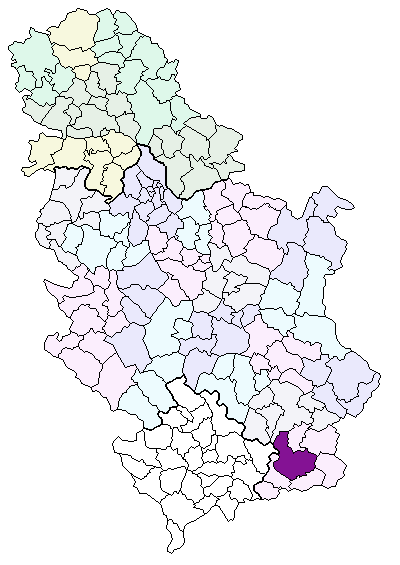
Vranje i Serbien

Vranje (kyrilliska: Врање) är en stad och kommun i södra Serbien. Staden har 55 000 invånare (kommunen har 87 000). Staden är det ekonomiska, administrativa och kulturella centrumet i Pčinja Distriktet. Den viktiga motorvägen A1 eller E75 som den brukar skyltas som går mellan Belgrad och Thessaloniki, passerar Vranje. Även den viktiga järnvägen mellan samma städer passerar Vranje. Under kommunisttiden var Vranje ett viktigt handelscentrum och kallades ibland "lilla Schweiz". Ekonomin drabbades dock hårt av de ekonomiska sanktionerna på 1990-talet.
Idag står träförädlingsindustrin och textil- och läderindustrin för den största delen av regionens export. De viktigaste handelsparterna är Italien, Tyskland, Sverige, Slovenien, Frankrike, Makedonien, Bosnien och Hercegovina, Montenegro och Ryssland. Även jordbruk och livsmedelsindustrin är betydande. Mer än 90% av den frukt som odlas i regionen säljs på marknader utanför Serbien.